# Tripolitania

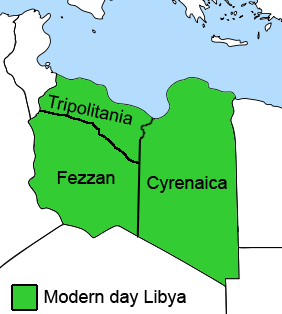
Tripolitnia

Tripolitania hoặc Tripolitana (tiếng Ả Rập: طرابلس Tarabulus, Berber: Ṭrables, từ tiếng La tinh Regio Tripolitana) là một khu vực lịch sử và các tỉnh cũ của Libya.
Tripolitania là một thuộc địa riêng biệt của Ý trong giai đoạn 1927-1934. Từ năm 1934 đến năm 1963, Tripolitania là một trong ba đơn vị hành chính trong tiếng Libya thuộc Ý và Vương quốc Libya, cùng với Cyrenaica về phía đông và Fezzan về phía nam.
Trong hệ thống cũ, Tripolitania bao gồm Tripoli, thủ đô của Libya và một phần rộng lớn phía Tây Bắc của đất nước; trong các hệ thống tiếp theo, các sha'biyah của Tripoli đã trở nên nhỏ hơn so với Tripolitania ban đầu, bao gồm cả thành phố Tripoli vàkhu vực ngay xung quanh. Bởi vì các thành phố và sha'biyah là ngày nay gần như cùng tồn tại, thuật ngữ "Tripolitania" đã có lịch sử hơn giá trị đương đại. Trong tiếng Ả Rập cùng một từ (طرابلس) được sử dụng cho thành phố và cả khu vực, và từ đó, sử dụng một mình, sẽ được hiểu là chỉ có các thành phố, để chỉ định Tripolitania trong tiếng Ả Rập, một vòng loại như là "nhà nước" "tỉnh" hay "sha'biyah" là bắt buộc.
Hệ thống các đơn vị hành chính bao gồm Tripolitania đã bị bãi bỏ vào đầu năm 1970 để chuyển sang một hệ thống có kích thước nhỏ hơn các thành phố hoặc baladiyat (số ít baladiyah). Hệ thống baladiyat sau đó đã được thay đổi nhiều lần và có thời gian gần đây trở thành hệ thống "Sha'biyat". Các khu vực đó là Tripolitania hiện nay bao gồm một số nhỏ hơn hoặc baladiyat sha'biyat - xem đơn vị hành chính ở Libya.

## Dân cư
Tripolitania là khu vực đông dân nhất Libya, cao hơn so với Fezzan và Cyrenaica. Giống như cả nước, dân số khu vực tăng khá nhanh. Tuy nhiên, hiện nay tỷ lệ dân số của vùng so với cả nước đã giảm đi đôi chút.
| Năm  | Dân số    | Tỷ lệ |
| ---- | --------- | ----- |
| 1954 | 738.338   | 67,8  |
| 1964 | 1.034.089 | 66,1  |
| 1973 | 1.459.874 | 64,9  |
| 1984 | 2.390.039 | 65,7  |
| 1995 | 3,185,458 | 66.4  |
| 2006 | 3.601.853 | 63,3  |